# そして友よ、静かに死ね
『そして友よ、静かに死ね』（そしてともよしずかにしね、Les Lyonnais）は2011年のフランスの犯罪映画。監督はオリヴィエ・マルシャル、出演はジェラール・ランヴァンとチェッキー・カリョなど。1970年代初頭に「リヨンの男たち」として名を馳せた実在の強盗団のメンバーだったエドモン・ヴィダルの半生を、ヴィダルの自叙伝『さくらんぼ、ひとつかみで』をベースに当時の事件とフィクションを織り交ぜて描いた作品である。

## ストーリー
かつての伝説のギャング、エドモン（モモン）・ヴィダルは、今は足を洗い、愛する家族と平穏な暮らしをしている。そんなある日、幼い頃からの兄弟同然の親友で、かつての犯罪仲間だったセルジュが13年の逃亡の末に逮捕されたことを知ったモモンは、はじめのうちは家族の安全を考えて逡巡するものの、結局、セルジュの奪還計画に協力する。モモンらが警察の目を引きつけている間に別の仲間が強引にセルジュを連れ出すと、仲間とともに隠れ家にかくまう。しかし、セルジュはスペインの麻薬組織を裏切ったために命を狙われており、セルジュをかくまったモモンとその家族にも危険が迫る。そんな中、セルジュの娘でモモンが実の娘のように面倒をみていたリルが幼い息子ルカの目の前で射殺される。セルジュはモモンとともに実行犯で麻薬組織のボスであるゼルビブを射殺し、復讐を果たす。さらに、ゼルビブがリルを殺害後にモモンらのかつての仲間ニックに電話をしていたことを知ったモモンは、かつてモモンらが捕まった時にニックだけがその場にいずに逮捕を免れていたことから、ニックが裏切って密告したとにらみ、スペインで麻薬取引をしているニックに会いに行く。するとニックは、自分は裏切っていないとしつつも、これまで何度も自分を裏切ったセルジュは死んで当然だと罵り、モモンに「いい加減に目を覚ませ」とセルジュの居場所を教えるように迫る。しかし、友情を重んじるモモンは耳を貸さず、自分の家族にも危害を加えようとするニックを殺害する。ところが、担当刑事ブロナーから、かつてモモンらが捕まったのがセルジュの密告によるものだったことを示す供述書を見せられ、さらに当時の警察がセルジュと交わした「協定」の数々を聞かされたモモンは激しく動揺する。そしてブロナーはモモンに、ニックの殺害はゼルビブの一味による報復ということにして見逃す代わりにセルジュの居場所を教えろと迫る。セルジュとの数々の思い出が走馬灯のように駆け巡り、セルジュの裏切りが示唆される中、当時の判決でセルジュの量刑だけが軽かったことを思い出したモモンはようやくセルジュの裏切りを確信する。
セルジュに逃走用のパスポートを渡しに現れたモモンは、セルジュに弾丸が1つだけ入った拳銃を渡し、これまでの35年間の裏切りについて「仲間に恥じない落とし前を付けろ」と告げる。セルジュを残してその場を出て行ったモモンの前には警察が待ち構えていた。モモンをやり過ごした警官たちがセルジュ逮捕に突入しようとしたその時、中から銃声が響く。それをモモンは背中で聞く。

## キャスト

### 現在
- エドモン（モモン）・ヴィダル: ジェラール・ランヴァン - ロマ人の元ギャング。「リヨンの男たち」の元メンバー。
- セルジュ・ステル: チェッキー・カリョ - モモンの幼なじみで親友。「リヨンの男たち」の元メンバー。
- ダニー・デヴェジアン: リオネル・アスティエ（フランス語版） - 「リヨンの男たち」の元メンバー。
- クリスト・アヴェティシアン: ダニエル・デュヴァル - 「リヨンの男たち」の元メンバー。
- ニック・カラスティディス: エチエンヌ・シコ（フランス語版） - 「リヨンの男たち」の元メンバー。ギリシャ系。
- ジャヌー・ヴィダル: ヴァレリア・カヴァッリ - モモンの妻。
- マックス・ブロナー: パトリック・カタリフォ（フランス語版） - 暴力団担当刑事。
- ブランドン: フランシス・ルノー - セルジュ奪還の実行犯の1人。モモンを尊敬。
- リル・ステル: エステル・スコルニク（フランス語版） - セルジュの娘。DV夫カルロの仲間ブランドンと不倫。

### 1970年代
- モモン・ヴィダル: ディミトリ・ストロージュ（フランス語版） - ロマ人のギャング。「リヨンの男たち」のメンバー。
- セルジュ・ステル: オリヴィエ・シャントロー - モモンの幼なじみで親友。「リヨンの男たち」のメンバー。
- ダニー・デヴェジアン: シモン・アスティエ（フランス語版） - 「リヨンの男たち」のメンバー。
- ジャヌー・ヴィダル: ステファニー・カイヤール（フランス語版） - モモンの恋人。逮捕後に結婚する。
- ジョン・シャベーズ: フランソワ・レヴァンタル - モモンを強盗団に引き入れた刑務所仲間。
- シャルル・バスティアーニ: オリヴィエ・ラブルダン - 逮捕されたモモンを尋問した刑事。モモンに一目置いている。

## トリビア
ヴィダルを演じたジェラール・ランヴァンは、本作の30年前にもテレビドラマでヴィダルを演じたことがある。
「リヨンの男たち」のメンバーの1人、ダニーを演じたリオネル・アスティエとダニーの若年期を演じたシモン・アスティエは実の親子である。

## 作品の評価

### 映画批評家によるレビュー
アロシネによれば、フランスの23のメディアによる評価の平均点は5点満点中2.8点である。
Rotten Tomatoesによれば、6件の評論のうち高評価は50%にあたる3件で、平均点は10点満点中5.00点となっている。

### 受賞歴
第37回セザール賞においてディミトリ・ストロージュが有望男優賞にノミネートされた。